# Jacob Hveding
Jacob Hveding war von 1772 bis 1786 Løgmaður der Färöer und danach Lagmann von Stavanger.
Jacob Hveding war Norweger und ausgebildeter Jurist. Er war der erste Løgmaður, der ein festes Gehalt (100 Reichstaler im Jahr) für seine Tätigkeit bekam. 